# Solomon Grundy
Solomon Grundy è una filastrocca per bambini del diciannovesimo secolo.
Fu presentata per la prima volta da James Orchard Halliwell-Phillipps nel 1842.
Viene talvolta usata per insegnare i nomi dei giorni in lingua inglese e facilitarne la memorizzazione.
La filastrocca recita:
Solomon Grundy.»
Di essa esistono molte versioni con differenze di testo minime.

## La filastrocca nella cultura di massa
- Nel numero 281 di Dylan Dog intitolato Il cammino della vita è presente la filastrocca di Solomon Grundy però con una variante nella seconda strofa: "Christened on Tuesday" è stato infatti sostituito con "Went to school on Tuesday" ("Andò a scuola martedì"), forse per incastrarla nel contesto della storia.
- Il personaggio DC Solomon Grundy prende il nome proprio dalla filastrocca che è solito recitare.
- La filastrocca viene usata con ricorrenza nella terza stagione della serie TV Salem.
- La filastrocca appare nel film The Accountant, recitata dal protagonista Christian Wolff (interpretato da Ben Affleck)
- La filastrocca appare nella serie TV Gotham nella quarta stagione al momento della trasformazione di Butch Gilzean in Solomon Grundy.